# 公理列表
这是一份数学公理列表。在数学中，公理这一词被用于两种相关但相异的意思之下——逻辑公理和非逻辑公理。
单独的公理一般情况下都是更大的公理系统的一部分。

## 集合论

### 策梅洛-弗兰克尔集合论
策梅洛-弗兰克尔集合论是现代数学集合论事实上的标准公理。
他们可以很容易的应用于类似的理论，如分体论 (逻辑学)。
不含选择公理时简写为ZF。
- 外延公理
- 空集公理
- 配对公理
- 并集公理
- 无穷公理
- 替代公理
- 幂集公理
- 正则性公理
- 分类公理

参见 策梅洛集合论。

### 冯诺伊曼-博内斯-哥德尔集合论
冯诺伊曼-博内斯-哥德尔集合论是设计生成同策梅罗-弗兰克尔集合论与选择公理一起同样结果的集合论公理系统，但只有有限数目的公理而不使用公理模式。
- 大小限制公理

## 选择公理
选择公理和策梅洛-弗兰克尔集合论共同构成了ZFC公理系统。
在不加说明的前提下，ZFC是大部分数学研究的隐含假设。

### 等价于选择公理
- 豪斯多夫极大原理（英语：Hausdorff maximality theorem）
- 良序原则（英语：Well-ordering principle）
- 佐恩引理

### 强于选择公理
- 全局选择公理

### 弱于选择公理
- 可数选择公理
- 依賴選擇公理
- 布尔素理想定理
- 单值化公理（英语：Axiom of uniformization）

### 与选择公理不相容的公理
- 实确定公理（英语：Axiom of real determinacy）

## 其他数理逻辑中的公理
- 连续统假设和广义连续统假设
- 弗赖林对称公理（英语：Freiling's axiom of symmetry）
- 决定性公理（英语：Axiom of determinacy）
- 射影确定性公理（英语：Axiom of projective determinacy）
- 马丁公理
- 可构成性公理（英语：Axiom of constructibility）
- Rank-into-rank（英语：Rank-into-rank）
- 克里普克–普拉特克公理集合论（英语：Kripke-Platek axioms）

## 几何
- 平行公设 (普莱费尔公理)
- 伯克霍夫公理（英语：Birkhoff's axioms）
- 希尔伯特公理
- 塔斯基公理（英语：Tarski's axioms）

平行公设属于欧式几何，在非欧几何中分别有替代公理。
参见黎曼几何和球面几何。

## 其他公理
- 阿基米德公理 (实数)
- 可數性公理 (拓扑)
- 最小上界公理 (实分析)
- 粘合公理（英语：Gluing axiom） (层)
- 局部量子场论（英语：Haag-Kastler axioms） (量子场论)
- 折纸公理 (折纸)
- 库拉托夫斯基闭包公理 (拓扑)
- 皮亚诺公理 (自然数)
- 概率公理 (概率论)
- 分离公理 (拓扑)
- 怀特曼公理（英语：Wightman axioms） (量子场论)